# Звёздные Сапфиры
Звёздные Сапфиры (англ. Star Sapphire) — имя нескольких супергероинь, королев расы женщин-воинов Замаронок, которые имели традицию выбирать других женщин в качестве своих предводительниц и владелиц их оружия — звёздчатого сапфира. Как королева Звёздный Сапфир дебютировала в All-Flash Comics #32 в декабре 1947 года.
Позже это название получил один из Корпусов Эмоционального Спектра в комиксах компании DC Comics, который был придуман писателем Джеффом Джонсом и художником Итаном Ван Скивером и дебютировал в Green Lantern vol.4 #20 в июле 2007 года.

## Как раса

### История публикаций
Первая версия персонажа появилась в All-Flash Comics #32 в декабре 1947 года, а также в Comic Cavalcade #29 в октябре-ноябре 1978 года, где она сражалась с Флэшем Золотого Века — Джеем Гарриком. Звёздный Сапфир утверждала, что она — королева седьмого измерения, и пыталась завоевать Землю.
Позже создатели решили отойти от этого варианта и связали её происхождение с расой под названием Замаронки, сделав Звездного Сапфира их королевой, которые сочли её недостойной и изгнали в седьмое измерение. Она пыталась манипулировать Кэрол Феррис при помощи силы звёздчатого сапфира и заставить её разрушить планету Замарон.

### Биография

Обложка комикса Супермен #261 (февраль, 1973 год) с Кэрол Феррис в качестве Звёздного Сапфира

Замаронки — женские особи расы с планеты Мальтус. После изменения Вселенной, мужчины-мальтусиане решили организовать группу, которая занималась поддержанием порядка во Вселенной и искоренению зла, которая позже разделилась на две — Стражи Вселенной и Контролёры. Женщины Мальтуса негативно отнеслись к этому и были против того, что Стражи Вселенной подавляли их эмоции, поэтому они объединились в собственную расу женщин-воинов, названную Замаронками, в честь планеты Замарон, где они обнаружили кристалл — звёздчатый сапфир, обладающий силой. Спустя миллиарды лет три группы, которые ранее были одной расой, изменились и эволюционировали в три разных вида, разные как внешне, так и по силе. Замаронки занимались развитием интеллекта, физической формы и владения оружием, что сделало их наиболее похожими на людей.
Найденный на Замароне кристалл стал основой силы Замаронок, его части были отправлены по Вселенной и отданы женщинам, которые любили, но были отвергнуты, тем самым как бы мстя Стражам Вселенной. Одну из частей кристалла получила Кэрол Феррис. Замаронки не соглашались со Стражами Вселенной, что эмоции губительны и от них нужно ограждаться, они считали, что их нужно развивать. Сапфир подпитывался от любви, которая относится к фиолетовой части эмоционального спектра, но кристаллом было сложно управлять, поэтому Замаронки решили создать из него Фиолетовую Батарею Силы, от которой бы подпитывались кольца силы, который получили все их женщины.

#### Кэрол Феррис
До того, как стать одной из обладательниц сапфира и королевой Замаронок, Кэрол была пилотом и директором компании «Феррис Эйркрафт», начальником Хэла Джордана, а также его любовным интересом, но отказавшая ему, объяснив это тем, что она не встречается со своими сотрудниками. Однако отношения с Хэлом стали для неё определяющими. В качестве Звёздного Сапфира Кэрол появляется в Green Lantern vol. 2, #16 в октябре 1982 года, и становится одним из врагов Хэла Джордана, который уже стал Зелёным Фонарем. Когда Хэл Джордан становится Спектром, он помогает Кэрол избавиться от сущности Звёздного Сапфира. На короткий период во время сюжетной линии Mystery of the Star Sapphire она снова становится одной из Замаронок, однако, когда выяснилось, что Хэл Джордан питает чувства к его коллеге, пилоту Джиллиан Перлман, Звёздный Сапфир вновь покинул Феррис.
Хотя она уже не является членом расы Звёздных Сапфиров, Кэрол Феррис получила фиолетовое кольцо силы в Green Lantern vol. 4 #38 (март, 2009) и становится одной из членов Звёздных Сапфиров как Корпуса Эмоционального Спектра.

## Как Корпус

### История публикаций
Как Корпус Звёздные Сапфиры начали существовать лишь недавно. Они используют фиолетовый цвет эмоционального спектра силы. Хотя корни Звёздных Сапфиров можно проследить от появления королевы Замаронок, которая именовалась Звёздным Сапфиром, в сюжетной линии «Темнейшая ночь» в 2009—2010 они сыграли значительную роль уже как Корпус. Первый был образован Замаронками в сюжете Mystery of the Star Sapphire серии Green Lantern (vol. 4) в номерах #18—20 (май-июль, 2007), они обладали фиолетовым кольцом, использующим для подпитки силу любви, и были даны только женщинам, которые были отвергнуты в отношениях, и подчиняло её своей воле. На San Diego Comic-Con International в 2009 году создатель Джефф Джонс заявил, что несмотря на то, что Корпус состоит только из женщин, присоединиться к ним может кто угодно, но большинство из кандидатов не достойны.

### Биография

Хэл Джордан и Кэрол Феррис

Сюжетная линия «Грехи Звёздных Сапфиров» (англ. Sins of the Star Sapphire) была запущена в серии Green Lantern Corps (vol. 2), в номерах #29—32 и является одной из линий, в которых показано происхождения Звёздных Сапфиров. В ней рассказывается об основных членах корпуса, а также показываются все основные отличия от других Корпусов, владеющих кольцами силы. В начале повествования Хэл Джордан начал проявлять чувства к Джилиан Перлман, пилоту «Феррис Эйркрафт». Замаронки пытались заставить его сделать выбор между девушками, считая, что он всё ещё испытывает чувства к Кэрол Феррис. Взамен Хэл обманул одну из Замаронок, при помощи поцелуя сделав её новым владельцем звёздчатого сапфира, который стал слишком нестабилен, чтобы контролироваться одним владельцем. Они стали раскалывать кристаллы, вставлять их осколки в кольца и создавать энергетические батареи, чтобы уменьшить эффект воздействия кристалла носителя. Замаронки создают Фиолетовую Батарею Силы со звёздчатым сапфиром, найденным им на планете Замарон. Во время своих экспериментов с новой силой, Замаронки привлекли внимание Стражей Вселенной на планете Оа. Восприняв это как потенциальною угрозу безопасности, Страж по имени Скар решает действовать, а не «надеяться на лучшее». Она просит дипломатической аудиенции с королевой Замаронок по имени Ага’по. Её сопровождали два других стража, а также Зелёные Фонари Арисия Раб, Содам Ят и Гай Гарднер. Прибыв на Замарон, они узнают, что Замаронки обладают несколькими жёлтыми кольцами силы, оставшимися невостребованными после Войны Корпуса Синестро. Кольца начали терять свою силу, так как не использовались; также Стражи обнаружили, что женщины, бывшие сторонники Синестро, которых призвали в корпус после войны, находятся под властью фиолетовых кристаллов, но Ага’по заявила, что все женщины, которые были под воздействием их силы (Фаталити, Кару-Сил и Кириазис) уже реабилитированы, и жёлтый свет от теряющих свою силу колец заменён фиолетовым светом любви. По её словам, фиолетовый цвет силы заполняет пустоту в сердце и не даст им использовать жёлтую силу и атмосферу страха. Встреча с Замаронками заканчивается отрицательно для Стражей, так как они отказываются перестать использовать свою Фиолетовую Батарею Силы. Возможно, в ответ на это Стражи Вселенной единогласно проголосовали за то, чтобы любовные отношения между Звёздными Сапфирами и Зелёными Фонарями были запрещены.

## Состав

### Владелицы колец
- Королева Ага’по: королева Замаронок; во время наступления Корпуса Синестро на Замарон говорит, что его затея не принесёт успеха, так как «любовь победит всё»[12]. Жертвует своей жизнью, чтобы спасти Фиолетовую Батарею Силы во время сюжетной линии «Яркий день», назначая Кэрол Феррис новой королевой[13].
- Кэрол Феррис (сектор 2814): директор «Феррис Эйркрафт», бывший любовный интерес Хэла Джордана, а также бывшая королева Замаронок до того, как был сформирован Корпус Звёздных Сапфиров. Из-за того, что Хэл Джордан отказал ей, Замаронки отправили ей фиолетовое кольцо силы, пояснив, что она обладает большим потенциалом, чтобы стать мощным Звёздным Сапфиром[14], а также, что она сможет защитить Хэла во время Войны Света, после чего Кэрол принимает кольцо[12]. После смерти Королевы Ага’по стала новым лидером Корпуса Звёздных Сапфиров и стала самой сильной из Звёздных Сапфиров во Вселенной[13].
- Фаталити (сектор 1313): бывший член Корпуса Синестро, была захвачена Звёздными Сапфирами, которые при помощи своего кольца обратили её в свой Корпус. Она сразу решает найти Джона Стюарта, к которому питает романтические чувства. Кольцо заставило её забыть ненависть к нему и заменить любовью[15].
- Потерянный Сапфир: была заявлена в промовыпусках к «Чёрной ночи», но до сих пор не появилась в комиксах[16].
- Мири Риам: первая девушка, вступившая в Корпус. Во время её путешествия со своим мужем они подверглись нападению Монгула, который убил её мужа и бросил Мири умирать в космосе. Мири попыталась совершить самоубийство, но её прерывает фиолетовое кольцо. Кольцо предлагает «заполнить дыру в её сердце» после смерти её мужа, и она соглашается и принимает кольцо, становясь первым Звёздным Сапфиром[17].
- Мисс Блосс: была первым из показанных в промовыпусках сюжетной линии «Темнейшая ночь» членом Звёздных Сапфиров[16].
- Рейс: женщина-инопланетянка с жёлтой кожей, была одной из первых показанных Звёздных Сапфиров в комиксах и промоизображениях сюжетной линии «Темнейшая ночь»[16].
- Чудо-женщина (сектор 2814): Диана, амазонская принцесса и воительница с Земли, была выбрана в качестве помощника в Корпусе. Дубликат кольца Кэрол Феррис смогло освободить её от влияния чёрного кольца силы, используя её чувства в глубине души[18].
- Авраам Пойнт (сектор 2814): на текущий момент единственный мужчина-участник Корпуса. Не обладал фиолетовым кольцом, так как был выбран в качестве оболочки для Хищника, но позже освободился и вернулся в своё человеческое тело.
- Кеа Тарамка (сектор 2814): текущий хозяин сущности Хищника, не владеет кольцом силы, так как с Хищником не нуждается в нём[19].

### Находившиеся под влиянием кольца
Отличительной способностью Корпуса Звёздных Сапфиров является способность заключать под свой контроль членов других Корпусов. Члены других Корпусов обычно вербуют своих членов, рассылая кольца силы по Вселенной, и они сами находят для себя достойных хозяев, а Звёздные Сапфиры могут преобразовывать участников других Корпусов в своих при помощи своих колец.
Многие члены Корпуса Синестро подвергались воздействия силы Звёздных Сапфиров, но были освобождены до того, как это случилось полностью. Следующие персонажи смогли сбежать до того, как стали членами Корпуса Звёздных Сапфиров:
- Кару-Сил (сектор 2815): захвачена Сапфирами после Войны Корпуса Синестро[11];
- Кириазис (сектор 1771): захвачен после Войны Корпуса Синестро. По словам Королевы Ага’По, является лучшим кандидатом для преобразования в Сапфира[21];
- Криб (сектор 3599): после поражения от Мири Риам и Корпуса Зелёных Фонарей Мири взяла её с собой на Замарон, для того, чтобы сделать одной из членов своего Корпуса[22];
- Синестро (сектор 1417): при попытке освободить других, был захвачен Кэрол Феррис, которая подвергла его силе своего кольца, но после того, как ему показали воспоминания о его бывшей жене, Арин Сур, он впал в ярость и смог освободиться[23].

## Оружие
Замаронки использовали в качестве источника своей силы звёздчатый сапфир, который даровали своей королеве, а члены Корпуса — фиолетовое кольцо силы, которым обладала каждая, и оно подпитывалось от Фиолетовой Батареи Силы.

### Звёздчатый сапфир с Замарона
На планете Замарон ими был найден звёздчатый сапфир — кристалл, который обладал мистическими свойствами. Им владела королева Замаронок, которую они выбирали, давая ей кристалл. Королева была связана с кристаллом и действовала с ним в симбиозе, но в реальности он влиял на её разум, а все действия были направлены на «объект любви» (к примеру у Кэрол Феррис — на Хэла Джордана). И таким образом Замаронки использовали эту силу достаточно долго, до того, как Хэл возродился после очередной атаки Сапфира, в процессе которой Сапфир «впечатался» в одну из Замаронок. Именно это повлекло за собой изменение Замаронок, они создали Фиолетовую Батарею силы и кольца силы, зависящие от неё, и начали формировать собственный Корпус.

### Фиолетовое кольцо силы
Фиолетовое кольцо связано с сердцем своей владелицы и обладает свойствами, сходными со свойствами колец силы остальных Корпусов. С помощью него можно было летать, создавать защитные конструкции, щиты. Кроме этого, у кольца есть отличительные особенности — оно способно определить место, где «любовь находится в опасности» и доставить туда владелицу. Они неуязвимы ни к каким другим Корпусам Эмоционального Спектра, но кольцо сильно влияет на разум своих обладательниц, даёт им мало свободы и в этом плане является определённой слабостью Сапфиров. Помимо всего прочего, кристалл Сапфиров способен показать «истинную любовь», но насколько это соответствует действительности пока неизвестно. Кольцо Сапфиров способно создавать кристаллы, способные овладевать членами других Корпусов. Проведя достаточно времени под его властью, пленный становится одним из Звёздных Сапфиров и может выступать от имени их Корпуса.
Как и у других, у Звёздных Сапфиров есть собственная клятва, которой они пользуются при зарядке своего кольца:

«Сердце разбито, кругом тишина
Кажется, будто в ночи ты одна
Фиолетовым светом кольцо вспыхнет вновь
Знайте же все — миром правит любовь!»!
Оригинальный текст (англ.)
«:For hearts long lost and full of fright,
For those alone in blackest night,
Accept our ring and join our fight,
Love conquers all-- with violet light!»
— Кэрол Феррис, Green Lantern (vol. 4) #38 (март, 2009)